# Clupea (zoologia)
Clupea è un genere di pesci ossei marini appartenente alla famiglia Clupeidae. A questo genere appartiene l'aringa.

## Distribuzione e habitat
I membri del genere si incontrano nelle aree settentrionali e artiche dell'Oceano Atlantico e dell'Oceano Pacifico. Sono sconosciuti nel mar Mediterraneo.

## Specie
- Clupea bentincki
- Clupea harengus
- Clupea manulensis
- Clupea pallasii
  - Clupea pallasii marisalbi
  - Clupea pallasii pallasii
  - Clupea pallasii suworowi[1]